# Allopauropus burrowesi
Allopauropus burrowesi är en mångfotingart som beskrevs av Harrison 1914. Allopauropus burrowesi ingår i släktet småfåfotingar, och familjen fåfotingar. Inga underarter finns listade i Catalogue of Life.